# Templo de Kailasa
O Templo Kailasa em Bombaim, na Índia, é uma das maiores estruturas do mundo. Esculpido de uma seção sólida e única de uma encosta, cerca de 2,4 milhões de toneladas cúbicas de pedras foram removidas durante a sua construção, no século VIII. Os construtores esculpiram o templo usando cinzel de uma polegada; e o templo levou duzentos anos para ficar pronto.
O templo é dedicado a Shiva, deus fatal da trilogia Hindu. O complexo inclui um santuário de animais, uma varanda, o salão principal e um lugar sagrado, todos com painéis talhados e esculturas. A planta do templo foi feita com desenhos religiosos que representam o cosmos.
Foi construído no século 8, pelo Rashtrakuta rei Críxena I, como atestado em inscrições canaresas. Este é um dos 34 templos e mosteiros conhecidos coletivamente como as Grutas de Ellora. Estes se estender por mais de 2 km, foram escavadas lado a lado na parede de um penhasco alto basalto no complexo localizado na Ellora. O Kailasa (caverna 16) é um exemplo notável da arquitetura dravídica em razão da sua proporção impressionante, obra elaborada, conteúdo arquitetônico e escultural ornamentação de rock-cut arquitetura. O templo foi encomendado e concluído entre 757-783 dC, quando Críxena I dominava a dinastia Rashtrakuta. Ele é projetado para lembrar o Monte Kailash, a casa do Senhor Shiva. É um megalito esculpido em uma única rocha.